# Сотеска (Долењске Топлице)
Сотеска (словен. Soteska) је насељено место у општини Долењске Топлице, регија Југоисточна Словенија, Словенија.

## Историја
До територијалне реорганизације у Словенији била је у саставу старе општине Ново Место.

## Становништво
У попису становништва из 2011. године, Сотеска је имала 165 становника.
| Број становника према пописима | Број становника према пописима | Број становника према пописима |
| ------------------------------ | ------------------------------ | ------------------------------ |
| 1991                           | 2002                           | 2011                           |
| 177                            | 177                            | 165                            |

## Галерија
- улаз у насеље
- остаци старог града
- стари замак
- Ђавоља капија
- детаљ
- детаљ
- река Крка